# Cavitation dans les adhésifs

Lors du décollement d'un ruban adhésif (ici vu de dessus à la loupe binoculaire), des bulles apparaissent les unes après les autres au-devant du front de pelage.

La cavitation décrit la naissance de bulles de gaz et de vapeur dans un matériau soumis à une dépression. Dans les adhésifs, la croissance des cavités occasionne de grandes déformations du matériau, ce qui dissipe de l'énergie mécanique. C'est même une composante essentielle de l'énergie nécessaire pour vaincre l'adhésion, appelée énergie d'adhésion.

## Origine de la dépression
Dans un adhésif, la dépression qui est à l'origine de la cavitation provient de la force avec laquelle on tire pour rompre l'adhésion. Plus précisément, dans deux tests classiques d'adhésion :
- dans le probe-tack, la dépression vient du fait que l'on exerce une traction sur deux plaques solides séparées par un film adhésif ;
- dans le pelage, on tire sur un adhésif collé à un substrat. Le dos de l'adhésif étant inextensible, la force appliquée provoque sa mise sous tension, et il tente de soulever le film adhésif. Celui-ci étant fait d'un matériau incompressible, une dépression se crée et fait apparaître des cavités, à l'avant du front de pelage.

## Déroulement de la cavitation
Le déroulement de la cavitation dans les adhésifs est directement lié à la réponse en force dans un test de probe-tack, comme il a été montré en 1999.

### Origine des cavités initiales
Les cavités qui se développent dans l'adhésif sous traction naissent à partir de germes de cavitation : il s'agit de cavitation hétérogène (sans cela, les seuils de cavitation seraient beaucoup plus élevés). Il est admis qu'il existe probablement deux types de germes dans les adhésifs :
- d'une part de petites bulles d'air sont emprisonnées au sein du matériau lors de son élaboration et de sa mise en œuvre (comme les petites bulles emprisonnées dans le miel que l'on manipule),
- d'autre part de petites bulles à l'interface entre l'adhésif et le substrat, piégées lors de leur mise en contact au fond des reliefs de la rugosité du substrat[2].

### Déclenchement de la cavitation et croissance initiale des bulles
Les petites bulles originelles (germes) ayant une petite taille, il faut que le milieu environnant atteigne une dépression importante avant qu'elles ne commencent à croître : il s'agit du seuil de cavitation.
Tant que leur croissance n'a pas débuté, elles ont très peu d'effet sur la réponse mécanique globale du film adhésif : sa résistance initiale demeure celle d'un film élastique confiné sous traction.
En revanche, une fois que le seuil de cavitation est dépassé, les germes croissent sous forme de cavités. Elles sont rapidement beaucoup plus étendues que les germes initiaux (dont la taille typique est de l'ordre du µm). Elles sont donc sphériques tant qu'elles ne s'approchent pas des parois. Par la suite, elles croissent latéralement et deviennent plus larges qu'épaisses.
Lorsque le volume total des cavités devient comparable à celui du film adhésif, elles augmentent son volume effectif de manière significative, et engendrent ainsi un soulagement de la dépression. Ce phénomène donne donc lieu à un arrêt de la croissance de la force de traction exercée sur cette région de l'adhésif ainsi qu'à un déplacement des parois. C'est ainsi l'origine principale du pic de force enregistré lors d'un test de probe-tack.

### Apparition des parois
Lorsque les cavités croissent latéralement, leur bord parvient finalement à proximité des cavités voisines. Corrélativement, les gradients de pressions chutent et la croissance latérale se ralentit. Le matériau qui demeure entre les cavités voisines s'amincit et forme finalement de véritables parois (visibles en vue de dessus dans l'animation en haut de page).
À mesure que les parois continuent de s'écarter, les cavités s'étendent verticalement. Lorsque les parois sont déjà formées, c'est donc une véritable mousse bidimensionnelle qui se forme et qui est étirée verticalement, comme l'ont montré Lakrout et Creton en 1999.
Corrélativement, un plateau de contrainte est observé dans l'enregistrement d'un test de probe-tack.

### Effet ventouse
Les cavités ne sont pas connectées à l'air extérieur.
L'adhésif étant non volatil, les cavités sont à une pression très inférieure à la pression atmosphérique dès qu'elles ont grandi de manière significative par rapport à leur dimension initiale (en tant que germes).
De ce fait, la pression atmosphérique extérieure contribue à la force avec laquelle il faut tirer pour détacher l'adhésif. C'est l'effet ventouse.

### Ouverture des cavités
Dans les adhésifs, la force chute soudainement à la fin du plateau de contrainte, et un petit bruit se fait entendre. Dans le cas d'un fluide très visqueux (voir illustrations ci-contre), l'ouverture des cavités, un bruit et la chute de la force de traction sont observés simultanément. Cette série d'expériences établit ainsi l'interprétation de l'effet ventouse dans les liquides très visqueux et suggère que les phénomènes similaires dans les adhésifs procèdent également d'un effet ventouse et d'une ouverture finale des cavités. Dans le cas des adhésifs, cette ouverture finale ne résulte pas forcément d'une digitation puisque les adhésifs fluent plus difficilement.

Cavitation dans les adhésifs
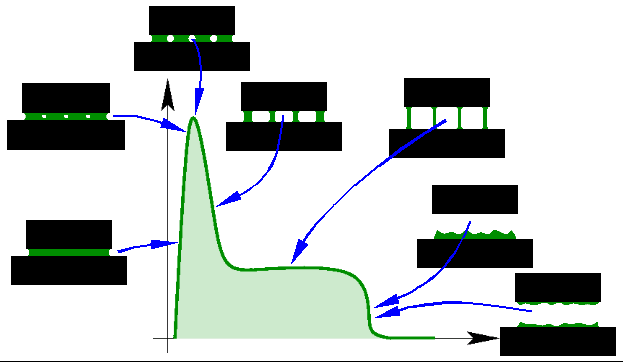
Apparition et croissance des cavités dans un matériau adhésif au cours d'un test de tack (force en fonction du déplacement). Apparition et croissance des cavités dans un matériau adhésif au cours d'un test de tack (force en fonction du déplacement)
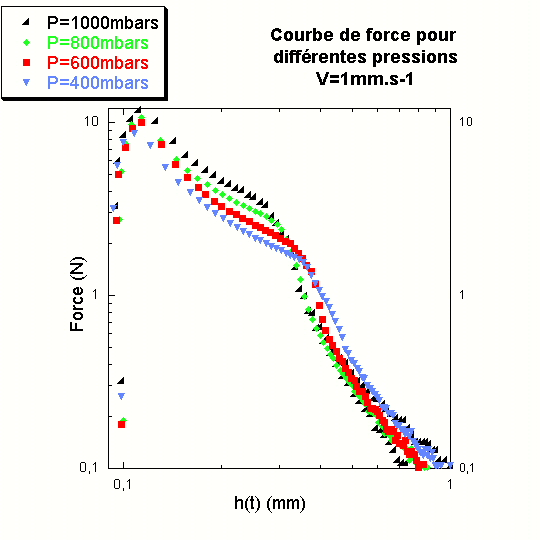
Illustration de l'effet ventouse : effet de la pression atmosphérique (variant ici de 0,4 à 1 atm dans un caisson pressurisé) sur la réponse en force (ici en fonction du déplacement) d'un liquide très visqueux sous traction entre deux plaques. Illustration de l'effet ventouse : effet de la pression atmosphérique (variant ici de 0,4 à 1 atm dans un caisson pressurisé) sur la réponse en force (ici en fonction du déplacement) d'un liquide très visqueux sous traction entre deux plaques
Cavitation et ouverture des cavités dans un fluide très visqueux : vue de dessus. Cavitation et ouverture des cavités dans un fluide très visqueux (PDMS de viscosité 1 000 Pa s) sous traction entre deux plaques rigides, similaire à ce qui se produit dans un adhésif. Les cavités sont déconnectées de l'extérieur et ont une pression faible. À un moment donné, un doigt d'air atteint soudainement les cavités et les emplit d'air
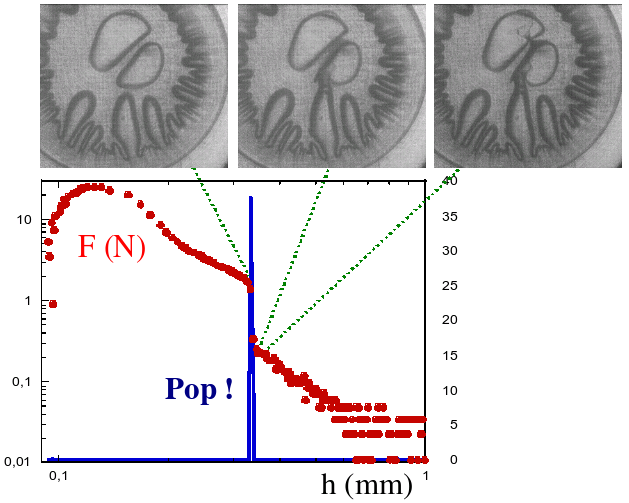
Cavitation et digitation dans un fluide visqueux : force, son et ouverture des cavités. Cavitation et digitation dans un fluide visqueux (PDMS de viscosité 1 000 Pa s) sous traction entre deux plaques rigides. Les cavités sont déconnectées de l'extérieur et ont une pression faible. À un moment donné, un doigt d'air atteint soudainement les cavités et les emplit d'air. À ce moment-là, la force mesurée chute brutalement (courbe rouge) et un bruit très bref est enregistré (pic bleu)
Cavitation et ouverture des cavités dans un fluide très visqueux : vue de dessus. Cavitation et ouverture des cavités dans un fluide très visqueux (PDMS de viscosité 1 000 Pa s) sous traction entre deux plaques rigides, similaire à ce qui se produit dans un adhésif. Les cavités sont déconnectées de l'extérieur et ont une pression faible. À un moment donné, quelques doigts d'air atteignent soudainement les cavités et les emplissent d'air. De l'air frais saute ainsi de cavité en cavité jusqu'à ce que toutes les cavités soient remplies d'air. Quelques parois liquides ont été percées par l'air au cours de ce processus